# Central Division (NBA)
Die Central Division ist eine der Divisions in der nordamerikanischen Basketballliga National Basketball Association (NBA). Die Teams der Liga sind in zwei Conferences unterteilt (Eastern Conference und Western Conference). Diese sind wiederum in Divisions untergliedert. Eine Division umfasst fünf Teams und in einer Conference gibt es jeweils drei Divisions. Der Divisionssieger erhält seit der Saison 2021/22 die Wayne-Embry-Trophäe.
Die Einteilung in Divisions erfolgt nach den örtlichen Lagen der Teams. In der Central Division spielen die Teams, die im Mittleren Westen östlich des Mississippis im nördlichen Landesinneren der USA, vornehmlich in der Region der Großen Seen angesiedelt sind.
Die Central Division besteht seit 1970 mit der Einführung der Conferences. Zuvor gab es an Stelle der Conferences eine Eastern und eine Western Division mit zuletzt je sieben Mitgliedern. Lediglich in der Saison 1949/50 gab es nach der Fusion von Basketball Association of America (BAA) und National Basketball League (NBL) zur NBA eine Central Division neben den beiden anderen. Sie bestand aus den Teams der Western Division des Vorjahres, namentlich den Rochester Royals, den Fort Wayne Pistons, den Minneapolis Lakers sowie den aufgelösten Chicago Stags und St. Louis Bombers.

## Die Teams
Folgende Teams spielen in der Central Division:
- Chicago Bulls
- Cleveland Cavaliers
- Detroit Pistons
- Indiana Pacers
- Milwaukee Bucks

## Ehemalige Teams
- Atlanta Hawks
- Cincinnati Royals
- Houston Rockets
- New Orleans Hornets
- New Orleans Jazz
- Orlando Magic
- San Antonio Spurs
- Toronto Raptors
- Washington Bullets

## Gewinner
| Jahr | Name                |
| ---- | ------------------- |
| 1971 | Baltimore Bullets   |
| 1972 | Baltimore Bullets   |
| 1973 | Baltimore Bullets   |
| 1974 | Capital Bullets     |
| 1975 | Washington Bullets  |
| 1976 | Cleveland Cavaliers |
| 1977 | Houston Rockets     |
| 1978 | San Antonio Spurs   |
| 1979 | San Antonio Spurs   |
| 1980 | Atlanta Hawks       |
| 1981 | Milwaukee Bucks     |
| 1982 | Milwaukee Bucks     |

| Jahr | Name            |
| ---- | --------------- |
| 1983 | Milwaukee Bucks |
| 1984 | Milwaukee Bucks |
| 1985 | Milwaukee Bucks |
| 1986 | Milwaukee Bucks |
| 1987 | Atlanta Hawks   |
| 1988 | Detroit Pistons |
| 1989 | Detroit Pistons |
| 1990 | Detroit Pistons |
| 1991 | Chicago Bulls   |
| 1992 | Chicago Bulls   |
| 1993 | Chicago Bulls   |
| 1994 | Atlanta Hawks   |

| Jahr | Name            |
| ---- | --------------- |
| 1995 | Indiana Pacers  |
| 1996 | Chicago Bulls   |
| 1997 | Chicago Bulls   |
| 1998 | Chicago Bulls   |
| 1999 | Indiana Pacers  |
| 2000 | Indiana Pacers  |
| 2001 | Milwaukee Bucks |
| 2002 | Detroit Pistons |
| 2003 | Detroit Pistons |
| 2004 | Indiana Pacers  |
| 2005 | Detroit Pistons |
| 2006 | Detroit Pistons |

| Jahr | Name                |
| ---- | ------------------- |
| 2007 | Detroit Pistons     |
| 2008 | Detroit Pistons     |
| 2009 | Cleveland Cavaliers |
| 2010 | Cleveland Cavaliers |
| 2011 | Chicago Bulls       |
| 2012 | Chicago Bulls       |
| 2013 | Indiana Pacers      |
| 2014 | Indiana Pacers      |
| 2015 | Cleveland Cavaliers |
| 2016 | Cleveland Cavaliers |
| 2017 | Cleveland Cavaliers |
| 2018 | Cleveland Cavaliers |

| Jahr | Name                |
| ---- | ------------------- |
| 2019 | Milwaukee Bucks     |
| 2020 | Milwaukee Bucks     |
| 2021 | Milwaukee Bucks     |
| 2022 | Milwaukee Bucks     |
| 2023 | Milwaukee Bucks     |
| 2024 | Milwaukee Bucks     |
| 2025 | Cleveland Cavaliers |